# 西方町
西方町（にしかたまち）は、栃木県南部に位置し、上都賀郡に属していた町である。
町名は、南北朝時代に領主が宇都宮市の西の方にあることから西方と名乗ったことに由来している。
上都賀郡ではあるが、鹿沼市や日光市よりも、栃木市および下都賀郡との結びつきが強く、2011年10月1日に栃木市と編入合併した。

## 地理
町の西部は山間部であり、東部には思川が流れている。思川は、ほぼ隣の鹿沼市や下都賀郡壬生町との境界となっている。町内を東北自動車道が縦断しており、東北自動車道の東側が平野部、西側が山間部である。
町の北部には小倉堰があり、思川から取水している。ここから取水された水は水路を通り、町内の農業用水などに使われている。そのため、思川は当町にとって重要な河川となっている。小倉堰の近くには、小倉水神社が存在する。

### 大字
- 金井
- 金崎
- 本城
- 本郷
- 真名子
- 元

2015年までは地域自治区を設置していたため、地域自治区名も表記していたが、現在も「栃木市西方町〜」といったような表記となっている。

## 歴史

### 沿革
- 1871年 - 廃藩置県により金崎宿は宇都宮県、元村・本城村・金井村・本郷村・真名子は栃木県に属される。
- 1873年 - 金崎宿も栃木県に含まれる。
- 1889年4月1日 - 町村制が施行され、現在の西方町の東部に西方村、西部に真名子村（まなごむら）が発足。
- 1955年4月27日 - 西方村と真名子村が合併し、新しい西方村が成立。
- 1992年7月1日 - 下都賀郡都賀町と境界変更。
- 1994年10月1日 - 町制施行し、西方町となる。
- 1994年12月1日 - 上都賀郡粟野町と境界変更。
- 1998年12月1日 - 下都賀郡都賀町と境界変更。
- 2011年10月1日 - 栃木市に編入合併。

### 町域の変遷
| 西方町域の変遷 | 西方町域の変遷 | 西方町域の変遷                 | 西方町域の変遷                | 西方町域の変遷                     |
| 明治時代以前   | 明治時代以前   | 明治時代 - 現在                | 明治時代 - 現在               | 明治時代 - 現在                    |
| -------------- | -------------- | ------------------------------ | ----------------------------- | ---------------------------------- |
| 上都賀郡       | 金崎村         | 1889年4月1日 上都賀郡 西方村   | 1955年4月27日 上都賀郡 西方村 | 1994年10月1日 町制 上都賀郡 西方町 |
| 上都賀郡       | 本城村         | 1889年4月1日 上都賀郡 西方村   | 1955年4月27日 上都賀郡 西方村 | 1994年10月1日 町制 上都賀郡 西方町 |
| 上都賀郡       | 元村           | 1889年4月1日 上都賀郡 西方村   | 1955年4月27日 上都賀郡 西方村 | 1994年10月1日 町制 上都賀郡 西方町 |
| 上都賀郡       | 金井村         | 1889年4月1日 上都賀郡 西方村   | 1955年4月27日 上都賀郡 西方村 | 1994年10月1日 町制 上都賀郡 西方町 |
| 上都賀郡       | 本郷村         | 1889年4月1日 上都賀郡 西方村   | 1955年4月27日 上都賀郡 西方村 | 1994年10月1日 町制 上都賀郡 西方町 |
| 上都賀郡       | 真名子村       | 1889年4月1日 上都賀郡 真名子村 | 1955年4月27日 上都賀郡 西方村 | 1994年10月1日 町制 上都賀郡 西方町 |

2004年には町制施行10周年と西方町総合文化体育館落成記念で、NHKのど自慢の公開生放送が行われた。2009年には町制施行15周年を記念し、NHKラジオ体操の公開放送が西方小学校校庭で行われた。

### 合併に向けた動き
- 2004年 栃木市と一市一町（栃木市・当町）での任意合併協議会を設置。
- 2004年9月 栃木市との一市一町任意合併協議会解散。
- 2007年6月 栃木地区1市5町（栃木市、下都賀郡大平町・下都賀郡岩舟町・下都賀郡藤岡町・下都賀郡都賀町・当町）での合併に向けての首長懇談会が設置された。
- 2007年11月 県市町村合併推進審議会において、栃木地区1市5町（同上）での合併、及び栃木地区1市5町に小山市・下都賀郡野木町を加えた2市6町での合併の2案を併記し、このうち栃木地区1市5町での合併を先行させる答申が決定された。
- 2008年7月 栃木地区の合併問題について岩舟町議会で住民投票を行い、岩舟町が佐野市と合併を進めることにより、栃木地区の合併は1市4町での合併になった。
- 2008年12月 西方町議会において、栃木地区1市4町の合併協議会離脱を決定。町長は責任を取り辞任。
- 2009年2月 西方町議会において、栃木地区1市4町の合併協議会への再参加を可決。
- 2009年7月 西方町議会において、鹿沼市合併協議会設置議案が可決。栃木地区と鹿沼市の合併2案が並立する。
- 2009年10月 西方町臨時議会において栃木地区廃置分合議案が否決し、10月中旬の県知事申請に間に合わず、栃木地区1市4町での合併はできなくなった。
  - その後、1市3町による「栃木市・大平町・藤岡町・都賀町合併協議会」が1市3町廃置分合議案が可決し、2010年3月29日の合併を目指し、栃木県知事に申請を行った。2009年12月20日の住民投票で「鹿沼市」ではなく「栃木地区」との合併が投票を上回り、2011年3月にも栃木市に編入合併することが決定。
- 2011年1月31日 総務省から栃木市と当町の合併告示。
- 2011年10月1日 栃木市に編入合併。

## 行政

### 町長
1994年9月30日までは村長。
| 代       | 氏名        | 就任年月日    | 退任年月日     |
| -------- | ----------- | ------------- | -------------- |
| 西方村長 |             |               |                |
| 初代     | 石塚 多十郎 | 1955年6月2日  | 1959年4月13日  |
| 2代      | 上田 善市   | 1959年4月30日 | 1961年6月16日  |
| 3代      | 寺内 泰一郎 | 1961年7月15日 | 1965年7月14日  |
| 4代      | 若林 清一   | 1965年7月15日 | 1969年7月3日   |
| 5代      | 青木 敏雄   | 1969年7月13日 | 1973年7月12日  |
| 6-9代    | 渡邉 健雄   | 1973年7月13日 | 1989年7月12日  |
| 10-11代  | 駒場 寿郎   | 1989年7月13日 | -              |
| 西方町長 |             |               |                |
| 10-11代  | 駒場 寿郎   | -             | 1997年7月12日  |
| 12-14代  | 若林 照一   | 1997年7月13日 | 2008年12月31日 |
| 15代     | 古澤 悦夫   | 2009年2月1日  | 2011年9月30日  |

### 行財政機構・組織
※旧西方町役場の組織（閉町時）
- 町長
  - 収入役
    - 出納室

  - 助役

- 総務課
- 企画課
- 税務課
- 住民課
- 保健福祉課
- 産業進行課

- 道の駅にしかた管理事務所
- 建設水道課
- 真名子出張所
- 認定西方なかよし子ども園 保育園

- 議会
- 選挙管理委員会
- 監査委員
- 固定資産評価審査委員会
- 農業委員会
- 教育委員会
  - 教育長
    - 学校教育課
    - 生涯学習課

  - 認定西方なかよし子ども園
    - 幼稚園部
    - 保育園部
    - 管理部

## 経済

### 産業
第一次産業（農業）の就業人口は減少する一方、第三次産業は増加傾向である。
- 農業
  - イチゴ
  - 米
- 工業
  - 宇都宮西中核工業団地（隣の鹿沼市とまたがっている）
- 温泉
  - 西方いきいきロマンの湯（民間会社）
- 道の駅にしかた
  - 地域の特産品や民芸品の販売。2009年11月に完成。

### 主な企業
- 飯沼銘醸（日本酒製造）
- エーピーエフ（電子機器製造）
- 照内樹脂工業所（プラスチック成形）
- 針谷畳工業（畳製造・販売）
- 飯沼（米菓）
- 丸早工業（機械製造）
- 坂井合板（合板印刷）
- チャンピオン（屋根下葺材・プラスチック製品）
- 日工精機（栃木工場。メトロノーム製造）
- ショーワプロダクツ（栃木工場。育児用品製造販売）
- 川上建設（土木・建築）
- ヤマナカ（家電品販売・工事）
- 西方工業組合（建築工事）
- 和永+あとりえアーキAX-01（建築設計・施工）
- ソウケン（建築）
- オー・エム建築設計事務所（建築設計・監理）
- 関口工務店（建築・リフォーム）

- 寺内製菓（食品加工販売）
- 八百林商店（食料品・日用品小売）
- 佐藤金物店（建築資材金物販売）
- 佐藤商事（石油製品販売）
- 千樹園生花店（生花販売）
- ムギクラ（洋品小売）
- 魚森（鮮魚・食品小売）
- オータニ（スーパーマーケット）
- もめん弥（工房。和菓子）
- ユサワ自動車（新車・中古車整備販売）
- 増山自動車整備工場（自動車修理販売）
- カーランド ヒロタ（車販売）
- 中田農園（米・トマト販売）
- 真名子カントリー倶楽部（ゴルフ場）
- トムソンナショナルカントリークラブ（ゴルフ場）

## 地域

### 教育
現在は合併に伴い「栃木市立」と改称。
- 西方町立西方中学校
- 西方町立西方小学校
- 西方町立真名子小学校
- 学校給食センター

教育施設における改修事業
- 西方小学校 校舎
  - 2009年（平成21年）度から、校舎耐震補強工事・校舎大規模改造が行われた。工事は夏休みを中心に行われ、2009年9月上旬には一部終了し、9月末で完全終了した。
- 西方中学校 校舎
  - 旧西方町で予算化、栃木市が事業を受け継ぎ、2011年（平成23年）度・2012年（平成24年）度の2ヵ年をかけて新築工事を行った。
- 西方中学校 体育館
  - 旧西方町で事業計画、栃木市が事業を受け継ぎ、2013年（平成24年）度より大規模改修工事の予定。

学校給食センター設置事業
2010年（平成22年）度から西方小学校校舎北側に「学校給食センター」を新設し、これまで各小中学校で作っていた給食を当施設でまとめて作り、各小中学校に配送するシステムとなった。2011年（平成23年）4月8日より運用を開始した。

### 健康・福祉
- 西方町役場真名子出張所
- 西方町シルバー人材センター
- 保健センター
- 訪問看護ステーションハーブ
- 西方町在宅介護支援センターにしかた

### 文化・運動施設
- 西方総合文化体育館
- 西方ふれあいパーク
- 西方農村婦人の家
- 西方老人憩いの家
- 西方南部地区コミュニティーセンター
- 八百比丘尼公園
- かっぱ広場

## 交通

### 鉄道路線
- 東武鉄道
  - 日光線：東武金崎駅

### バス
- 鹿沼市民バス

### 道路
- 高速道路
  - 東北自動車道：都賀西方PA
- 一般国道
  - 国道293号
- 県道（主要地方道）
  - 栃木県道3号宇都宮亀和田栃木線
  - 栃木県道37号栃木粟野線
- 道の駅
  - にしかた

## 名所・旧跡・観光スポット・祭事・催事

### 指定文化財
2010年（平成22年）4月1日現在、当町には国指定1件、県指定5件、町指定29件の計35件の文化財が存在する。
国指定文化財
- 鉄造薬師如来坐像（重要文化財。鎌倉時代に造立）

栃木県指定文化財
- 紙本着色 蝉丸図
- 木造出山釈迦像
- 紙本金泥文殊菩薩像
- 軍装軍役掟書
- 薙刀 銘 作陽幕下士細川正義

西方町指定文化財
- さいかちの木
- 愛宕神社
- 八百比丘尼尊像
- 宇都宮領境界標
- 聖観音立像
- 真上のけやき
- しだれ桜
- 田崎草雲墓地
- 洞雲寺の大銀杏
- 木造薬師如来坐像

- 甕棺及び同蓋
- 二城院開山不動明王
- 千手観世音立像
- 皆川廣勝 官途状写
- 金剛童子
- 徳川秀忠黒印状
- 藤田信吉知行宛行状
- 西方綱吉官途状（渡辺四郎兵衛宛て）
- 西方綱吉官途状（中新井主水丞宛て）
- 平出雪耕 紙本水墨画「鷹図」
- 田崎草雲 紙本墨画淡彩「農家団欒図」
- 田崎草雲 紙本墨画淡彩「鉄馗の図」
- 藤田能登守信吉 五輪塔
- 大沢田太々神楽
- 福正寺向拝彫刻
- 福田棠陰 絹本着色「花鳥図」
- 福田棠陰 絹本着色「秋影山水図」
- 宇都宮国綱書状
- 孝山（小山秀綱）書状

### 名所旧跡
- 金崎の桜堤 - 栃木の景勝100選の一つで、大正時代に植えられた。東武金崎駅から東へ徒歩5分ほど。桜の季節には東武金崎駅などに飾りつけがなされ、桜堤沿いに屋台が並ぶ。
- シンボルロード - 桜堤に行く途中にある。元用水路上に作られた。
- 西方総合公園（別名ふれあいパーク）
- かっぱ広場 - 町北部の思川沿いにある。思川に伝わるかっぱの伝説より命名された。
- 思川（小倉川）
- 真名子八水 - 当町の真名子地区には各伝説とともに伝わっている水地（湧水等）がある。必ずしも飲み水というわけではない。
  - 男丸の鏡水（姿見の池）- 町内に伝わる八百比丘尼伝説に登場する。
  - 悪馬が橋の一杯清水 - 人を食う馬の伝承に由来する。
  - 別所の独鈷水 - 弘法大師が独鈷で祈祷したことに由来する。
  - 別所の閼伽水 - 勝道上人がこの水を仏祖に供えたことに由来する。
  - 洞雲寺の八龍水 - 水の神八大龍王が水を呼び寄せてできたとされる。
  - 水木の弘法水 - 弘法大師が加持祈祷を行ったことに由来する。
  - 中内の蜥蜴水 - 毒水とされ、飲用すると死に至ることによる命名。
  - 円満寺の瑠璃水 - 春日仏師がこの場所で薬師瑠璃光如来を彫ったことに由来する。
- 小倉堰 - 現在の堰は1954年（昭和29年）のものであるが、元々の堰はおよそ400年前に作られたものである。これにより思川から取水することで、当町の稲作をはじめとする農業が発展した。
- 八百比丘尼公園 - 八百比丘尼伝説の伝わる地に設けられた公園。真名子八水の一つである姿見の池がある。

## 出身者
- 舩坂弘：軍人・会社経営者・剣道家